# Municipio de Jobs Cabin
El municipio de Jobs Cabin (en inglés: Jobs Cabin Township) es un municipio ubicado en el  condado de Wilkes en el estado estadounidense de Carolina del Norte. En el año 2010 tenía una población de 567 habitantes.

## Geografía
El municipio de Jobs Cabin se encuentra ubicado en las coordenadas 36°14′9.47″N 81°24′18.35″O / 36.2359639, -81.4050972.